# Травников, Алексей Степанович
Алексей Степанович Травников (25.12.1911-08.06.1961) — главный инженер, заместитель директора Зыряновского свинцового комбината, лауреат Ленинской премии.
Член КПСС с 1959 г.
Окончил Иркутский горный институт (1937).
С 1954 года работал на Зыряновском свинцовом комбинате, с 1955 года главный инженер и заместитель директора.
Внедрил систему принудительного блокового обрушения, аналогичную той, какая была разработана на рудниках Лениногорского полиметаллического комбината, но улучшенный вариант. Потом этот вариант применили и в Лениногорске.
Умер 08.06.1961.
Решением горисполкома от 24 марта 1970 г. его имя было присвоено Дому техники Зыряновского свинцового комбината.
Ленинская премия 1961 года — за разработку и внедрение системы принудительного блокового обрушения на рудниках Лениногорского полиметаллического комбината.